# العلاقات اليمنية الكمبودية
العلاقات اليمنية الكمبودية هي العلاقات الثنائية التي تجمع بين اليمن وكمبوديا.

## مقارنة بين البلدين
هذه مقارنة عامة ومرجعية للدولتين:
| وجه المقارنة                                              | اليمن                   | كمبوديا                   |
| --------------------------------------------------------- | ----------------------- | ------------------------- |
| المساحة (كم2)                                             | 555.00 ألف              | 181.03 ألف                |
| عدد السكان (نسمة)                                         | 28.25 مليون             | 16.01 مليون               |
| الكثافة السكانية (ن./كم²)                                 | 50.9                    | 88.44                     |
| العاصمة                                                   | صنعاء عدن (عاصمة مؤقتة) | بنوم بنه                  |
| اللغة الرسمية                                             | اللغة العربية           | اللغة الخميرية            |
| العملة                                                    | ريال يمني               | ريال كمبودي، دولار أمريكي |
| الناتج المحلي الإجمالي (بليون دولار)                      | 18.21 مليار             | 22.16 مليار               |
| الناتج المحلي الإجمالي (تعادل القوة الشرائية) بليون دولار | 75.69 مليار             | 54.37 مليار               |
| الناتج المحلي الإجمالي الاسمي للفرد دولار أمريكي          | 1.41 ألف                | 1.16 ألف                  |
| الناتج المحلي الإجمالي للفرد دولار أمريكي                 |                         | 3.26 ألف                  |
| مؤشر التنمية البشرية                                      | 0.498                   | 0.555                     |
| رمز المكالمات الدولي                                      | +967                    | +855                      |
| رمز الإنترنت                                              | .ye                     | .kh                       |
| المنطقة الزمنية                                           | ت ع م+03:00             | ت ع م+07:00               |

## منظمات دولية مشتركة
يشترك البلدان في عضوية مجموعة من المنظمات الدولية، منها:
| علم المنظمة | اسم المنظمة                                                | تاريخ انضمام اليمن | تاريخ انضمام كمبوديا |
| ----------- | ---------------------------------------------------------- | ------------------ | -------------------- |
|             | يونسكو                                                     | 2 أبريل 1962       | 3 يوليو 1951         |
|             | مؤسسة التمويل الدولية                                      | 22 مايو 1970       | 26 مارس 1997         |
|             | المركز الدولي لتسوية المنازعات الاستشارية                  | 20 نوفمبر 2004     | 19 يناير 2005        |
|             | منظمة حظر الأسلحة الكيميائية                               | ?                  | ?                    |
|             | مؤسسة التنمية الدولية                                      | 22 مايو 1970       | 22 يوليو 1970        |
|             | وكالة ضمان الاستثمار متعدد الأطراف                         | 12 مارس 1996       | 1 ديسمبر 1999        |
|             | الاتحاد البريدي العالمي                                    | ?                  | ?                    |
|             | الاتحاد الدولي للاتصالات                                   | 1931               | 10 أبريل 1952        |
|             | منظمة الشرطة الجنائية الدولية                              | ?                  | ?                    |
|             | الأمم المتحدة                                              | 30 سبتمبر 1947     | 14 ديسمبر 1955       |
|             | البنك الدولي للإنشاء والتعمير                              | 3 أكتوبر 1969      | 22 يوليو 1970        |
|             | العملية المشتركة للاتحاد الأفريقي والأمم المتحدة في دارفور | ?                  | ?                    |

## وصلات خارجية
- موقع وزارة الخارجية الكمبودية